# To the Bone (Steven Wilson)
To the Bone è il quinto album in studio del cantautore britannico Steven Wilson, pubblicato il 18 agosto 2017 dalla Caroline Records.
L'album ha debuttato in terza posizione nella Official Albums Chart britannica, segnando il più alto debutto in classifica nella carriera dell'artista.

## Descrizione
Contrariamente alle precedenti pubblicazioni di Wilson, To the Bone rappresenta un omaggio agli album pop progressivo che hanno influenzato l'adolescenza del musicista, tra i quali So di Peter Gabriel, The Colour of Spring dei Talk Talk e The Seeds of Love dei Tears for Fears. I testi dell'album spaziano da osservazioni sul fondamentalismo religioso al tentativo di fuggire dalla realtà.

## Tracce
Testi e musiche di Steven Wilson, eccetto dove indicato.

### CD
1. To the Bone – 6:41 (testo: Andy Partridge)
2. Nowhere Now – 4:03
3. Pariah – 4:44
4. The Same Asylum as Before – 5:14
5. Refuge – 6:42
6. Permanating – 3:34
7. Blank Tapes – 2:08
8. People Who Eat Darkness – 6:02
9. Song of I – 5:21
10. Detonation – 9:19
11. Song of Unborn – 5:55

Contenuto bonus nell'edizione deluxe
- CD 2 – Demos and Unusued Songs

1. Ask Me Nicely (Intro) – 1:42
2. A Door Marked Summer – 7:41
3. Pariah (Demo) – 4:58
4. People Who Eat Darkness (Demo) – 5:35
5. Refuge (Demo) – 4:59
6. The Same Asylum as Before (Demo) – 5:32
7. Ask Me Nicely – 3:53
8. Northern Cyclonic – 3:50
9. Detonation (Demo) – 10:18
10. Song of Unborn (Demo) – 6:56

- DVD

1. To the Bone (High Resolution 96/24 Stereo) – 59:43
2. To the Bone (5.1 Surround Sound) – 59:43
3. Song of I (Video) – 5:21
4. Pariah (Video) – 4:31

- 7"

1. Antisocial – 3:11

### BD
1. To the Bone (High Resolution 96/24 Stereo) – 59:43
2. To the Bone (Instrumental Mix 96/24 Stereo) – 59:43
3. To the Bone (5.1 Surround Sound) – 59:43
4. Ask Me Nicely: The Making of To the Bone (Documentary) – 84:49
5. Song of I (Video) – 5:21
6. Pariah (Video) – 4:31

## Formazione
Musicisti
- Steven Wilson – chitarra (tracce 1-8, 10-11), basso (tracce 1-3, 5, 8 e 11), tastiera (tracce 1-6, 8-11), voce, programmazione (tracce 3, 9, 10 e 11), mellotron M4000 (traccia 7), arrangiamento del coro (traccia 11)
- Jasmine Walkes – voce (traccia 1)
- Adam Holzman – pianoforte (tracce 1-3, 5-7, 9 e 11), organo Hammond (tracce 1, 2, 5 e 6), clavinet (traccia 1), pianoforte wurlitzer (tracce 4 e 10), solina strings (tracce 5 e 10), Fender Rhodes (tracce 8 e 10), minimoog (traccia 11)
- Paul Draper – oberheim sequencer (traccia 1)
- Jeremy Stacey – batteria (tracce 1, 2, 4, 5, 6 e 10)
- Pete Eckford – percussioni (tracce 1, 2, 6 e 10), tamburello (traccia 8)
- Mark Feltham – armonica (tracce 1 e 5)
- Ninet Tayeb – cori (tracce 1, 4 e 6), voce (tracce 3, 7 e 8)
- Dave Kilminster – cori (tracce 1, 2, 4 e 11)
- Dave Stewart – arrangiamento strumenti ad arco (tracce 2, 4, 9 e 10)
- Craig Blundell – batteria (tracce 3, 8, 9 e 11)
- Robin Mullarkey – basso (tracce 4 e 10)
- The London Session Orchestra – strumenti ad arco (tracce 4, 9 e 10)
- Paul Stacey – assolo di chitarra (traccia 5)
- Necro Deathmort – programmazione e trattamenti vocali (traccia 5)
- Nick Beggs – basso (traccia 6)
- Sophie Hunger – voce (traccia 9)
- David Kollar – chitarra (traccia 9), assolo di chitarra (traccia 10)
- Synergy Vocals – coro (traccia 11)

Produzione
- Steven Wilson – produzione, missaggio (eccetto traccia 6)
- Paul Stacey – coproduzione, ingegneria del suono
- Dave Stewart – produzione strumenti ad arco e coro
- Steve Price – ingegneria del suono strumenti ad arco e coro
- Keith Prior – assistenza tecnica
- Tim Young – mastering
- Lasse Hoile – fotografia
- Paul "P-Dub" Walton – missaggio (traccia 1)
- Cenzo Townshend – missaggio (traccia 6)
- Benoît Corboz – registrazione voce di Sophie Hunger (traccia 9)

## Classifiche
| Classifica (2017)         | Posizione massima |
| ------------------------- | ----------------- |
| Australia                 | 30                |
| Austria                   | 7                 |
| Belgio (Fiandre)          | 14                |
| Belgio (Vallonia)         | 9                 |
| Canada                    | 28                |
| Finlandia                 | 1                 |
| Germania                  | 2                 |
| Irlanda                   | 43                |
| Italia                    | 14                |
| Norvegia                  | 15                |
| Paesi Bassi               | 4                 |
| Polonia                   | 14                |
| Regno Unito               | 3                 |
| Repubblica Ceca           | 14                |
| Spagna                    | 15                |
| Stati Uniti               | 58                |
| Stati Uniti (alternative) | 8                 |
| Stati Uniti (rock)        | 8                 |
| Svezia                    | 26                |
| Svizzera                  | 4                 |